# Nowodmytriwka (rejon berysławski)
Nowodmytriwka (ukr. Новодмитрівка) – wieś na Ukrainie, w obwodzie chersońskim, w rejonie berysławskim. W 2001 liczyła 1075 mieszkańców.